# Frangipani
Plumeria (alment navn Frangipani) er en slægt af dækfrøede planter. Den indeholder 7-8 arter.